# 一境性
一境性，又稱心一境性，音譯為質多醫迦阿羯羅多，又譯心一趣性，佛教術語，是指讓心集中在一個地方，以進入禪定狀態。是一種心所，相當於三摩地，說一切有部將它列入大地法之一，南傳上座部將它列為七個遍行心所之一。

## 概論
一境性，是由ekā（一，專一的）、agga（點、尖端、最高點）與tā（狀態）這三個單字組成，是將心集中在一點，以進入三摩地的狀態。通常的狀況下，三摩地即是指心一境性。因為三摩地通於善、惡，在《清淨道論》與梵文本《俱舍論》中，強調佛教修行的是指善心一境性。
在《長部》〈大典尊經〉中，提到梵天教導，以住一境性，進入二禪。這部經典在宋朝時由施護等譯為《大堅固婆羅門緣起經》。